# Ацетат неодима(III)
Ацетат неодима(III) — химическое соединение,
соль неодима и уксусной кислоты
с формулой Nd(CH3COO)3,

растворяется в воде,
образует кристаллогидраты — красно-фиолетовые кристаллы.

## Получение
- Растворение оксида, гидроксида или карбоната неодима(III) в уксусной кислоте:

{\displaystyle {\mathsf {Nd_{2}O_{3}+6CH_{3}COOH\ {\xrightarrow {}}\ 2Nd(CH_{3}COO)_{3}+3H_{2}O}}}
{\displaystyle {\mathsf {Nd(OH)_{3}+3CH_{3}COOH\ {\xrightarrow {}}\ Nd(CH_{3}COO)_{3}+3H_{2}O}}}
{\displaystyle {\mathsf {Nd_{2}(CO_{3})_{3}+6CH_{3}COOH\ {\xrightarrow {}}\ 2Nd(CH_{3}COO)_{3}+3CO_{2}\uparrow +3H_{2}O}}}

## Физические свойства
Ацетат неодима(III) образует кристаллы.
Растворяется в воде.
Образует кристаллогидраты состава Nd(CH3COO)3•n H2O, где n = 1  и 4 — красно-фиолетовые кристаллы, которые теряют воду при 110 °С.
Кристаллогидрат состава Nd(CH3COO)3•4H2O образует кристаллы
триклинной сингонии,
пространственная группа P 1,
параметры ячейки a = 0,9425 нм, b = 0,9932 нм, c = 1,065 нм, α = 88,09°, β = 115,06°, γ = 123,69°.